# Operace Dekel
Operace Dekel (hebrejsky: מבצע דקל‎, mivca Dekel, doslova operace Palma) byla vojenská akce izraelské armády provedená v červenci 1948 během první arabsko-izraelské války, v době krátce po konci britského mandátu nad Palestinou a vzniku státu Izrael. Byla vedená v horách Dolní Galileje a skončila izraelským vítězstvím včetně dobytí města Nazaret. Šlo o součást širší ofenzívy Izraele (takzvané Bitvy deseti dnů) po skončení prvního příměří, kdy kromě postupu v Galileji židovský stát ovládl i města Ramla a Lod a všeobecně posílil svou vojenskou pozici.

## Dobové souvislosti
V listopadu 1947 přijala OSN plán na rozdělení Palestiny. Podle tohoto plánu měl být britský mandát nad Palestinou nahrazen dvěma samostatnými státy: židovským a arabským. V květnu 1948 pak skutečně vznikl nezávislý stát Izrael, ale okamžitě došlo k invazi jeho území několika armádami okolních arabských států. Hornaté oblasti Galileje okolo Nazaretu byly podle plánu OSN vymezeny pro arabský stát. V Galileji operovala dobrovolnická Arabská osvobozenecká armáda Fauzí al-Kaukdžího, která počítala s invazními arabskými armádami při společném postupu proti Izraelcům. Území pod izraelskou kontrolou sestávalo tehdy z úzkých údolích pásů v západovýchodním směru mezi Haifa a Afulou a v severojižním mezi Metulou a Tiberiasem.
Izraelci se v červnu 1948 rozhodli pro koordinovanou akci na posílení svých pozic v Galileji. Byla spuštěna operace Broš cílená proti syrské invazní armádě na březích Jordánu a operace Dekel namířená na pozice Fauzí al-Kaukdžího a jeho sil ve vnitrozemí Galileje.

## Průběh operace

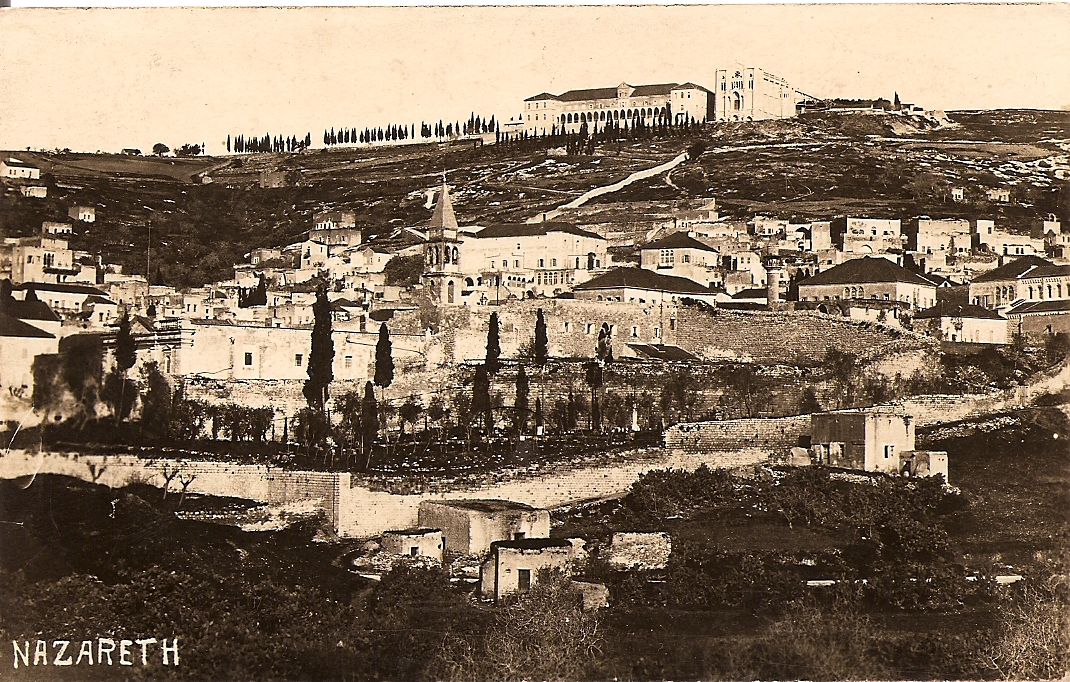
Nazaret na archivní fotografii

Operace Dekel byla spuštěna v červenci 1948. První útok se odehrál v okolí vesnice Sedžera, která byla významnou dopravní křižovatkou. Kaukdžího jednotky se opakovaně pokoušely vesnici dobýt, čelila jim Brigáda Golani. Bitva o vesnici vyvrcholila 14. července, kdy Kaukdžího muži během jediného dne osmkrát zaútočili. Všechny útoky Arabů ale v této oblasti selhaly. Brigádě Golani velel Nachum Golan. Mezitím začal od západu postupovat do centra Galileje i útvar, kterému velel Chajim Laskov. Byla to zčásti 7. obrněná brigáda a jeden prapor z Brigády Karmeli. Nástupním prostorem pro síly Chajima Laskova bylo území při pobřeží Středozemního moře severně od Haify. Poté, co bylo zjištěno, že libanonská armáda není v pozici zaútočit přes hranice, vyrazily tyto síly směrem k východu. Izraelské vojsko podporovali i Drúzové, kteří v tomto regionu žijí. Vlastní 7. brigádě velel Ben Dunkelman. 14. července dobyl Laskov město Šfar'am, 15. července izraelské síly vyrazily z židovské vesnice Nahalal do kopců v okolí Nazaretu, kde se spojily s obleženou židovskou vesnicí Kfar ha-Choreš, na výšině západně od Nazaretu. Arabská obrana Nazaretu přitom byla koncentrována jižně od města a předpokládala útok vedený z Jizre'elského údolí. Kaukdží se snažil narychlo reorganizovat obranu Nazaretu, ale arabský vojenský konvoj byl odražen izraelskou střelbou. Arabské síly se stáhly a ráno 16. července Nazaret kapituloval. V této chvíli se Arabové stahovali i od Sedžery a ustupovali k severovýchodu, do Horní Galileje. 18. července pak vstoupilo v platnost druhé příměří.
Význam operace Dekel byl v dobytí rozsáhlých oblastí osídlených Araby. Šlo o první větší území, kde se pod izraelskou suverenitu dostala početná arabská populace, která ve své většině nebyla vysídlena ani neuprchla, nýbrž zůstala ve svých vesnicích a městech. Dnešní izraelští Arabové jsou v tomto regionu silně soustředěni. Operace vytvořila podmínky pro pozdější celkové dobytí Galileje během operace Chiram.